# Gandia
Gandia (hiszp. Gandía) – miasto i gmina liczące ok. 82 tysiące  we Wspólnocie Autonomicznej Walencji, na wschodnim wybrzeżu Hiszpanii, nad Morzem Śródziemnym. Znajduje się na odcinku wybrzeża zwanym Costa del Azahar, 65 km na południe od Walencji oraz 96 km na północ od Alicante.

## Historia
Gandia była istotnym centrum kulturalnym i handlowym w XV i XVI wieku, w XV wieku posiadała własny uniwersytet. Gandia była miastem rodzinnym kilku znanych twórców, m.in. Ausiàs March czy Joanot Martorell oraz katolickiego świętego Franciszka Borgiasza.

## Współcześnie
Obecnie Gandia jest jednym z największych miast wybrzeża w regionie, stanowi centrum handlu i turystyki. Podzielona jest na dwie zasadnicze części - Gandia Miasto, w której znajdują się wszystkie historyczne zabytki, jak również centra handlowe, oraz Gandia Plaża, gdzie znajdują się apartamenty i letnie rezydencje, jak również większość barów i klubów nocnych. Rejon plaży jest oddalony od centrum miasta o ok. 2 km.

## Zabytki i osobliwości
- kolegiata,
- klasztor Santa Clara,
- Pałac Książęcy,
- pustelnia Santa Ana,
- ratusz,
- Muzeum Archeologiczne[1].

## Komunikacja
W mieście znajduje się stacja kolejowa Gandia (połączenia do Madrytu i Walencji). Najbliższe lotnisko funkcjonuje w Walencji (75 km). Autostrada A7 (zjazdy 60 i 61). Dworzec autobusowy.

## Współpraca
- Laval, Francja